# Liste der Baudenkmäler in Houverath (Erkelenz)
Die Liste der Baudenkmäler in Houverath (Erkelenz) enthält die denkmalgeschützten Bauwerke auf dem Gebiet der Stadt Erkelenz im Kreis Heinsberg in Nordrhein-Westfalen (Stand: Oktober 2011). Diese Baudenkmäler sind in der Denkmalliste der Stadt Erkelenz eingetragen; Grundlage für die Aufnahme ist das Denkmalschutzgesetz Nordrhein-Westfalen (DSchG NRW).

| Bild                      | Bezeichnung               | Lage                                            | Beschreibung | Bauzeit                       | Eingetragen seit  | Denkmal- nummer |
| ------------------------- | ------------------------- | ----------------------------------------------- | --- | ----------------------------- | ----------------- | --------------- |
| 4 flügeliger Backsteinhof | 4 flügeliger Backsteinhof | Houverath In Houverath 45 Karte                 | Ende 19. Jahrhundert; 4-flügeliger Backsteinhof, Wohnhaus zweigeschossig, Achsen, Fensterbänke und Türgewände in Blaustein; zu beiden Seiten niedrige Wirtschaftsflügel mit je einer Toreinfahrt; Wirtschaftsgebäude weitgehend ursprünglich erhalten. | 19. Jh.                       | 20. Oktober 1982  | 5               |
| weitere Bilder            | Wegekapelle von 1921      | Houverath Golkrather Straße / In der Vore Karte | Neugotische Backsteinkapelle mit Schmuckformen in Zement mit verschiefertem Dachreiter, schmiedeeisernem Gitter, sowie hölzernem Altar mit 2 heiligen Figuren und mittig angebrachter Maria                                                            | 1921                          | 28. Januar 1993   | 150             |
| Wohnhaus                  | Wohnhaus                  | Houverath In Houverath 31 Karte                 | 4-flügeliger Backsteinhof, Wohnhaus mit Scheunenteil, 2 Geschosse, 4 Achsen, Toreinfahrt, Tür mit Holzblockrahmen, an der Fassade befindet sich die Jahreszahl in Ankersplinten.                                                                       | 1837                          | 14. Mai 1992      | 151             |
| Wohnhaus                  | Wohnhaus                  | Houverath/Kleingladb. Houverather Heide 6 Karte | 2 Geschosse in 3 Achsen Fachwerk, seitlich Putz. | Frühes 18. Jahrhundert (1714) | 30. November 1983 | 153             |